# Мельниченко, Владимир Ефимович
Влади́мир Ефи́мович Мельниче́нко (род. 1946) — советский и украинский историк, публицист. Доктор исторических наук (1987). Заслуженный деятель науки и техники Украины (2004).

## Биография
Родился 20 февраля 1946 года в Хашури (ныне Грузия). В 1949 году вместе с родителями вернулся на Украину. Семья Мельниченко поселилась в родном селе Медвин Богуславского района Киевской области. В 1952—1963 годах Мельниченко учился в Медвинской средней школе. Окончив её, поступил на исторический факультет КГУ имени Т. Г. Шевченко.
В студенческие и аспирантские годы он опубликовал около 100 статей в журналах, обнаружив публицистический и научный талант. Дважды становился лауреатом всесоюзных конкурсов студенческих научных работ.
В 1968 году окончил университет и сразу продолжил обучение в аспирантуре кафедры истории КПСС, которой руководил профессор Алексей Бородин. Темой кандидатской диссертации Мельниченко стала деятельность иностранных интернационалистов на Украине в годы гражданской войны. По этой проблеме опубликовал ряд статей, в частности в литературно-художественных изданиях.
Летом 1971 года Мельниченко перешёл на должность младшего научного сотрудника Института истории партии при ЦК Компартии Украины — филиала Института марксизма-ленинизма при ЦК КПСС.
В 1972 году защитил кандидатскую диссертацию, после чего пошёл служить в армию. Вернувшись в институт, опубликовал ряд научных и публицистических статей, а также издал книгу о известную французскую интернационалистку Жанну Лябурб. Впоследствии вышла монография по теме кандидатской диссертации.
С 1976 года Мельниченко работал в секторе общественных наук отдела науки и учебных заведений ЦК Компартии Украины — инструктором, консультантом (от 1978 года), заведующим сектором (от 1983 года).
В 1986 году издал обстоятельную монографию об интернациональном сплочении трудящихся в годы гражданской войны, а в следующем году защитил на эту тему докторскую диссертацию. С июля 1987 года он работал заместителем директора Института истории партии при ЦК Компартии Украины. Ученый выступил в печати с рядом публикаций о коренной перестройке исторической науки, привлечение исследователей к изучению новых архивных материалов, которые долгое время были закрытыми в партийных хранилищах.
Весной 1989 года Мельниченко назначили заведующим сектором исторических наук Идеологического отдела ЦК КПСС. В начале 1991 года покинул аппарат ЦК КПСС и возглавил Центральный музей В. И. Ленина в Москве. Генеральный директор Национального культурного центра Украины в Москве. Автор 30 книг по исторической и политической проблематике и нескольких сотен публицистических статей, в том числе искусствоведческих.
После августовских событий 1991 года музей, который входил в систему ЦК КПСС, остался без финансирования. Новая российская власть была намерена его закрыть. Коллектив решил бороться. Поэтому была создана новая структура: Историко-культурный центр — музей Ленина. Сотрудники избрали директором Мельниченко, который перевел учреждение на хозрасчёт. В феврале 1992 года он выступил в прессе с заявлением: «Коллектив берет на себя всю ответственность за судьбу музея, финансовое обеспечение его дальнейшей жизнедеятельности, сохранение и экспонирование фондовых коллекций, их целостность и неделимость». Российская власть отвергла предложение создать на базе ленинской экспозиции музей политической истории России. В октябре 1993 года Б. Н. Ельцин издал окончательное распоряжение о закрытии музея.
В 1993 года большой научный и общественный резонанс имела книга Мельниченко «Феномен и фантом Ленина». Она буквально разрушила советское фантомное восприятие В. И. Ленина как политика и человека. Впоследствии ученый издал первую в мировой историографии книгу о частной жизни вождя. В 2000 году она вышла в Токио на японском языке. В то же время японское издательство заказало Мельниченко книгу «Ленин и Япония», которая увидела свет в следующем году. Лениноведческие исследования Мельниченко окончил обстоятельной монографией о личных отношениях Ленина и Инессы Арманд.
От 2001 года и до 15 июля 2015 года (по дате контракта) Мельниченко — генеральный директор культурного центра Украины в Москве. В начале 2016 года экс-президенты Украины Л. М. Кравчук, Л. Д. Кучма и В. А. Ющенко обратились к действующему Президенту Украины П. А. Порошенко с просьбой восстановить Мельниченко в должности директора культурного центра Украины в Москве.
11 апреля 2003 года Мельниченко избран членом-корреспондентом АПНУ (отделение теории и истории педагогики).

## Награды и премии
- Орден «За заслуги» III степени (24 августа 2013 года) — за значительный личный вклад в государственное строительство, социально-экономическое, научно-техническое, культурно-образовательное развитие Украины, весомые трудовые достижения и высокий профессионализм[4].
- Заслуженный деятель науки и техники Украины (23 марта 2004 года) — за весомый личный вклад в развитие украинской культуры, многолетний плодотворный труд и высокий профессионализм[5].
- Национальная премия Украины имени Тараса Шевченко (2 марта 2009 года) — за документально-публицистические книги «Тарас Шевченко: „Мое пребывание в Москве“» и «„На славу нашої преславної України“ (Тарас Шевченко и Осип Бодянский)»[6].